# آرنولد هاکلاند
آرنولدْ هُاکِلانْد، (به انگلیسی: Arnold Haukeland) متولد ۲۸ مارس ۱۹۲۰ میلادی در وردال، متوفی به تاریخ ۱۸ ژوئن سال ۱۹۸۳ میلادی، در ۶۳ سالگی در  بَروم، یک  مجسمه‌ساز نروژی بود.
آرنولدْ هُاکِلانْد، یکی از پیشگامان هنر انتزاعی مجسمه‌سازی در نروژ است. از وی تعدادی آثار رسمی به یادگار مانده‌است. به علاوه آرنولدْ هُاکِلانْد، از جمله به خاطر مشارکت فعال در مباحث اجتماعی و موضوعات عمومی معروف بود.
مجسمه ای که از وی از سال ۱۹۶۲ میلادی به نام (هوا یا اِیر) در نزدیکی دانشگاه اسلو به یادگار باقی مانده‌است؛ اولین مجسمهٔ هنر انتزاعی نروژ در فضای باز به حساب آورده می‌شود.